# Ружичанська сільська рада
Ружича́нська сільська́ ра́да — адміністративно-територіальна одиниця та орган місцевого самоврядування у Хмельницькому районі Хмельницької області. Адміністративний центр — село Ружичанка.

## Загальні відомості
- Територія ради: 30,09 км²
- Населення ради: 2 128 осіб (станом на 2001 рік)
- Територією ради протікає річка Вовк

## Населені пункти
Сільській раді підпорядковані населені пункти:
- с. Ружичанка
- с. Карпівці

## Склад ради
Рада складається з 16 депутатів та голови.
- Голова ради: Андрєєва Лариса Миколаївна

### Керівний склад попередніх скликань
| Прізвище, ім'я, по батькові  | Основні відомості                                                 | Дата обрання | Дата звільнення |
| ---------------------------- | ----------------------------------------------------------------- | ------------ | --------------- |
| Гуцалюк Леонід Володимирович | Сільський голова, 1963 року народження, безпартійний              | 26.03.2006   | 26.04.2010      |
| Андрєєва Лариса Миколаївна   | Сільський голова, 1965 року народження, освіта вища, безпартійний | 31.10.2010   |                 |
| Андрєєва Лариса Миколаївна   | Сільський голова, 1965 року народження, освіта вища, безпартійний | 31.10.2010   |                 |

Примітка: таблиця складена за даними сайту Верховної Ради України

### Депутати
За результатами місцевих виборів 2010 року депутатами ради стали:

#### За суб'єктами висування
| Суб'єкт висування                         | Кількість обраних депутатів | %    |
| ----------------------------------------- | --------------------------- | ---- |
| Самовисування                             | 9                           | 56,3 |
| Партія промисловців і підприємців України | 6                           | 37,5 |
| Народна партія                            | 1                           | 6,3  |

#### За округами
| № округу                                  | Прізвище, ім'я, по батькові      | Дата визнання обраним | Освіта             | Партійна приналежність                         | Відомості про обраного депутата              |
| ----------------------------------------- | -------------------------------- | --------------------- | ------------------ | ---------------------------------------------- | -------------------------------------------- |
| Народна Партія                            |                                  |                       |                    |                                                |                                              |
| 11                                        | Гаврилюк Ігор Анатолійович       | 05.11.2010            | середня            | член Народної партії                           | ПАТ «Хмельницькгаз»                          |
| Партія промисловців і підприємців України |                                  |                       |                    |                                                |                                              |
| 6                                         | Мельник Тамара Григорівна        | 05.11.2010            | середня            | член Партії промисловців і підприємців України | Ружичанська лікарська амбулаторія, мадсестра |
| 7                                         | Степанов Володимир Вікторович    | 05.11.2010            | середня            | член Партії промисловців і підприємців України | пенсіонер                                    |
| 8                                         | Потравна Валентина Юхимівна      | 05.11.2010            | вища               | член Партії промисловців і підприємців України | Ружичанський НВК, вчитель                    |
| 10                                        | Чудо Ольга Миколаївна            | 05.11.2010            | середня            | член Партії промисловців і підприємців України | пенсіонер                                    |
| 14                                        | Петрова Валентина Володимирівна  | 05.11.2010            | середня            | член Партії промисловців і підприємців України | домогосподарка                               |
| 16                                        | Столяр Віталій Борисович         | 05.11.2010            | середня            | член Партії промисловців і підприємців України | тимчасово не працює                          |
| Самовисування                             |                                  |                       |                    |                                                |                                              |
| 1                                         | Буняк Володимир Іванович         | 05.11.2010            | вища               | позапартійний                                  | СН"Татьяна", голова                          |
| 2                                         | Гуцалюк Жанна Олександрівна      | 05.11.2010            | вища               | позапартійна                                   | Ружичанський ДНЗ, завідувачка                |
| 3                                         | Купратий Василь Васильович       | 05.11.2010            | середня            | позапартійний                                  | пенсіонер                                    |
| 4                                         | Макаров Микола Васильович        | 05.11.2010            | середня            | позапартійний                                  | пенсіонер                                    |
| 5                                         | Майор Ольга Анатоліївна          | 05.11.2010            | вища               | позапартійна                                   | Ружичинський НВК, вчитель                    |
| 9                                         | Темчишина Тетяна Вікторівна      | 05.06.2011            | середня спеціальна | позапартійна                                   | Ружичанська сільська бібліотека, завідувачка |
| 12                                        | Гаврилюк Оксана Борисівна        | 05.11.2010            | вища               | позапартійна                                   | Ружичанська сільська рада, секретар          |
| 13                                        | Гуцалюк Юрій Іванович            | 05.11.2010            | середня спеціальна | позапартійний                                  | Укрзалізниця, механік                        |
| 15                                        | Категорський Анатолій Васильович | 05.11.2010            | середня            | позапартійний                                  | Районна сан.станція, шофер                   |